# Шенгелия, Натела Ионовна
Натела Ионовна Шенгелия (род. 1934, село Хамубе, Чхороцкуский район, ССР Грузия) — колхозница колхоза имени Калинина Чхороцкуского района, Грузинская ССР. Герой Социалистического Труда (1966). Депутат Верховного Совета Грузинской ССР 5-го созыва.

## Биография
Родилась в 1934 году в крестьянской семье в селе Хамубе Чхороцкуского района. После окончания местной школы с 1952 года трудилась на чайной плантации колхоза имени Калинина Чхороцкуского района.
Ежегодно показывала высокие трудовые результаты. В 1957 году собрала 5130 килограммов зелёного чайного листа с площади 0,5 гектара и в 1958 году — 6240 килограммов с площади 0,5 гектаров. Указом Президиума Верховного Совета СССР от 2 апреля 1966 года удостоена звания Героя Социалистического Труда за «достигнутые успехи в развитии сельского хозяйства, промышленности и науки Грузинской ССР» с вручением ордена Ленина и золотой медали «Серп и Молот» (№ 10864).
Избиралась депутатом Верховного Совета Грузинской ССР 5-го созыва (1959—1963).
После выхода на пенсию проживала в родном селе Хамубе.